# Matilde Di Marzio
Matilde Di Marzio foi uma atriz de cinema italiana. Ela atuou em vinte e sete filmes entre 1913 e 1921, incluindo Antony and Cleopatra (1913).